# Араб-Табия (Силистрия)
Араб-Табия (арабская крепость) — во второй четверти XIX века самый восточный и значительный по своим размерам форт у Силистрии, на правом берегу Дуная. 
Был заложен в 1853 году египетским гарнизоном Силистрии. В июне и июле 1854 года осаждался русскими войсками. Позднее форт был расширен и превосходил по размерам саму крепость Силистрию.
После окончания русско-турецкой войны 1877—78 годов, по результатам Берлинского конгресса, форт заняла Румыния, как находившийся на территории отошедшей в её владение Добруджи. Комиссия по делимитации границы, начавшая работать 11 октября 1878 года постановила оставить форт за Румынией. Однако, после дипломатического давления России, требовавшей передать форт Болгарскому княжеству, 21 февраля 1879 года румынские войска очистили форт. После долгих дебатов, форт всё же был передан Румынии. Россия утвердила это решение в июне 1880 года, а Османская империя признала новую границу в июле 1881 года.   